# Comuna Boltîșka, Krînîcikî
Boltîșka (în ucraineană Болтишка) este o comună în raionul Krînîcikî, regiunea Dnipropetrovsk, Ucraina, formată din satele Boltîșka (reședința), Kalînivka și Oleksandrivka.

## Demografie
Componența lingvistică a satului Boltîșka
     Ucraineană (93,97%)
     Rusă (3,91%)
     Alte limbi (0,44%)
Conform recensământului din 2001, majoritatea populației satului Boltîșka era vorbitoare de ucraineană (93,97%), existând în minoritate și vorbitori de rusă (3,91%) și armeană (1,45%).